# Carazziella quadricirrata
Carazziella quadricirrata är en ringmaskart som först beskrevs av Rainer 1973.  Carazziella quadricirrata ingår i släktet Carazziella och familjen Spionidae.
Artens utbredningsområde är havet kring Nya Zeeland. Inga underarter finns listade i Catalogue of Life.